# Reichmannsdorf (Schlüsselfeld)
Reichmannsdorf is een plaats in de Duitse gemeente Schlüsselfeld, deelstaat Beieren, en telt 828 inwoners.